# برونو غالو
برونو غالو (بالبرتغالية: Bruno Gallo‏) مواليد 7 مايو 1988 لاعب كرة قدم برازيلي يجيد اللعب في خط الوسط.
لعب سابقاً في نادي فاسكو دا غاما و عدة أندية برتغالية ووقع مع نادي قطر في عام 2017 .

## روابط خارجية
- برونو غالو على موقع قاعدة بيانات كرة القدم.إي يو (الإنجليزية)
- برونو غالو على موقع Soccerway.com (الإنجليزية)
- برونو غالو على موقع AS.com (الإسبانية)